# Wayne Rigsby
Wayne Rigsby es un personaje ficticio de la serie El mentalista que forma parte de la Brigada Criminal que pertenece al equipo de Teresa Lisbon.

## Trasfondo
Rigsby suele trabajar junto a Kimball Cho y Grace Van Pelt. Normalmente, él y Cho se encargan de realizar los interrogatorios, además de las vigilancias. Pese a ser un agente senior, todavía sigue las órdenes al pie de la letra de Teresa Lisbon o alguno de los planes no convencionales de Patrick Jane. De pequeño sufrió abusos de su padre, lo cual intuyó Jane al poco de conocerlo. Más tarde se confirmó, cuando el equipo conoció a su padre ("Sangre bastarda").

## Relaciones
Al poco de empezar a trabajar Grace Van Pelt en la brigada, Wayne siente atracción por ella, confesándoselo poco después. Sin embargo, ella se muestra reticente debido a las normas internas (que prohíben relaciones personales entre agentes). Poco después surge una pequeña relación, aunque con el tiempo termina rompiéndose, en la tercera temporada, Van Pelt inicia una relación con el agente Craig O'Laughlin, quien al final se revela como cómplice de Red John, en un vano intento de matar a Van Pelt y a Hightower, pero fracasa y es asesinado por ambas mujeres. A la vez, Rigsby inicia una relación con la abogada Sarah Harrigan, con quien tiene un hijo en común, al final ella lo deja debido a la frustración que siente al darse cuenta de que Rigsby siempre amará a Van Pelt y por su compromiso con la brigada criminal. Tras la muerte del padre de Rigsby en octubre de 2012, Rigsby y Van Pelt se reconcilian y terminan casándose en 2013, dos años más tarde, finalmente son padres de una niña.
- Datos: Q15916520